# ارد یکم ارمنستان
ارد یکم ارمنستان (قرن اول میلادی) یک شاهزاده اشکانی از نژادی ایرانی و یونانی بود که از سال ۳۵ میلادی به عنوان یک پادشاه تحت حمایت روم در ارمنستان پادشاهی کرد و بار دیگر هم از سال ۳۷ میلادی تا سال ۳۷ میلادی حکومت کرد ارد دومین فرزند پادشاه اشکانی اردوان دوم بود. وی در امپراتوری اشکانی متولد و بزرگ شد.
در ۳۵ سال پس از درگذشت برادر بزرگتر خود آرشاک یکم ارمنستان، که او هم مدت کوتاهی به عنوان پادشاه تحت حمایت روم بر ارمنستان حکومت کرده بود، اردوان دوم ارد را به عنوان پادشاه جدید ارمنستان نصب کرد. هنگامی که ارد به ارمنستان رسید، با اعدام خادمان رشوه داده شده‌ای که آرشاک اول را مسموم می‌کند، از مرگ آرشاک اول انتقام گرفت.
در همین زمان امپراتور روم تیبریوس، از پذیرش پادشاهی ارد بر ارمنستان خودداری کرده او را به رسمیت نشناخت.
تیبریوس شاهزاده ایبری مهرداد یکم را با حمایت برادر مهرداد، پادشاه فراسمان یکم ایبری به عنوان پادشاه جدید ارمنستان منصوب کرد.
ارد در شرایط نامناسبی در یک تهاجم نظامی در ارمنستان با مهرداد روبرو شد در این مبارزات نظامی، فرازامنس یکم سپاه و مزدوران خود را برای کمک به مهرداد فرستاده بودند. ارد هم از پشتیبانی سپاه اشکانی برخوردار بود اما در این نبرد از مهرداد شکست خورده و احتمالاً وی مجروح شده بود و به پارتیا بازگشت.
مهرداد پس از آن وقایع در سال ۳۵ میلادی به عنوان پادشاه جدید تحت حمایت رومی ارمنستان بدل شد. در سال ۳۷ میلادی، میتردیدس توسط امپراتور رومی کالیگولا به دلایل نامعلومی دستگیر شد و ارد در سال ۳۷ میلادی به پادشاهی ارمنستان بازگشت. وی از سال ۳۷ تا ۴۲ سلطنت کرد. در سال ۴۲، امپراتور روم کلودیوس به دلایل نامعلوم ارد را برکنار کرد و دوباره مهرداد را به عنوان پادشاه جدید رومی ارمنستان نصب کرد.